# Crepidorhopalon hartlii
Crepidorhopalon hartlii är en tvåhjärtbladig växtart som beskrevs av E. Fischer. Crepidorhopalon hartlii ingår i släktet Crepidorhopalon och familjen Linderniaceae. Inga underarter finns listade i Catalogue of Life.